# Berg

Der Fuji ist der höchste Berg Japans.

Ein Berg ist eine Landform, die sich über die Umgebung erhebt. Er ist meist höher und steiler als ein Hügel, wobei es keine Definition zur genauen Unterscheidung und Abgrenzung beider Geländeformen gibt. Ein Berg sollte sich durch eine gewisse Eigenständigkeit auszeichnen, also genügend Abstand von anderen Bergen und eine Mindesthöhe über einem Pass aufweisen. Gegenstück ist das Tal.

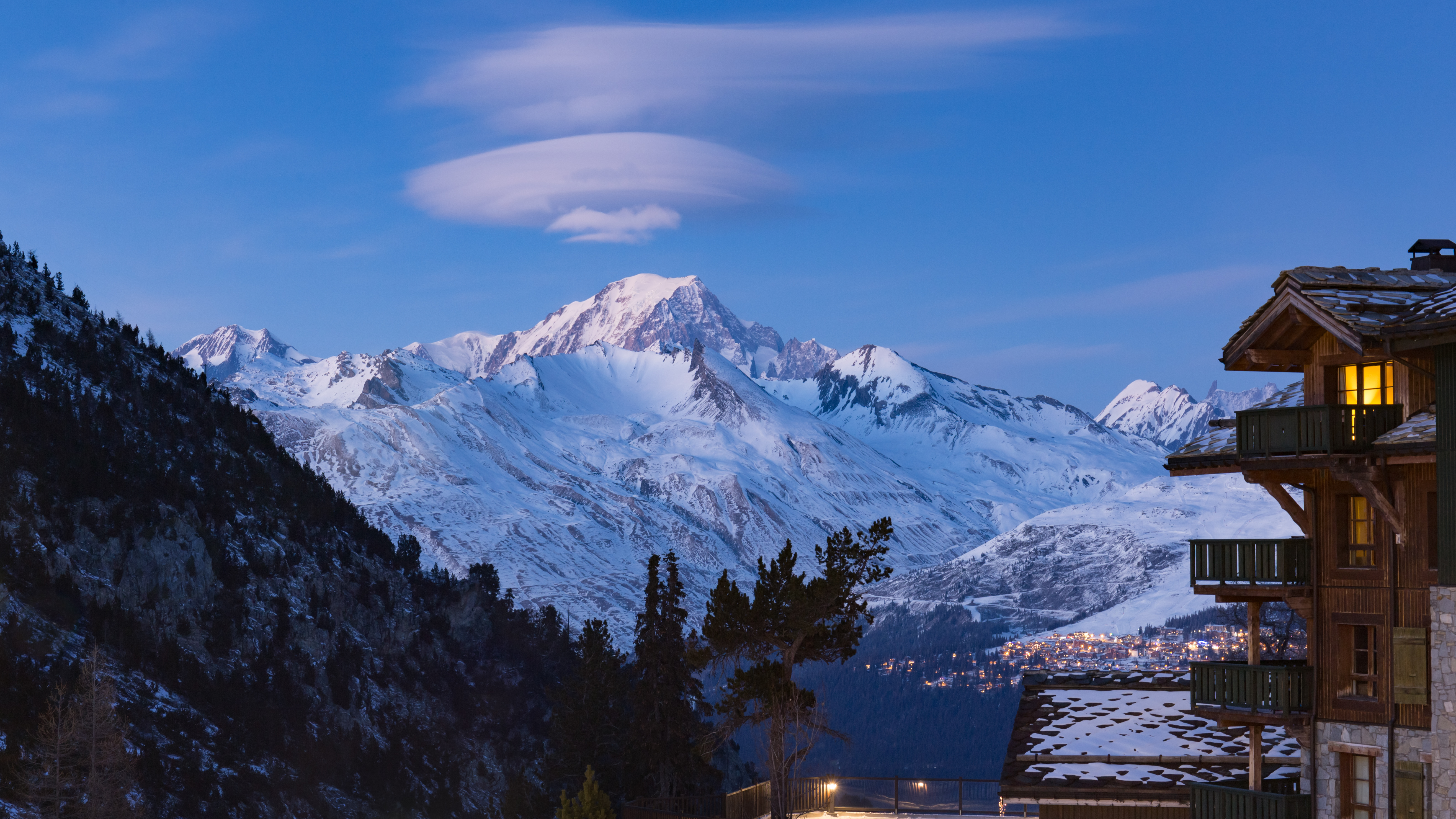
Der Mont Blanc, der höchste Berg der Alpen und EU

Geologisch und geographisch zusammengehörige Berge bilden ein Gebirge oder einen Gebirgszug. Dabei wird unterschieden zwischen Hochgebirgen und Mittelgebirgen. Einzelstehende Berge werden als Inselberg bezeichnet.

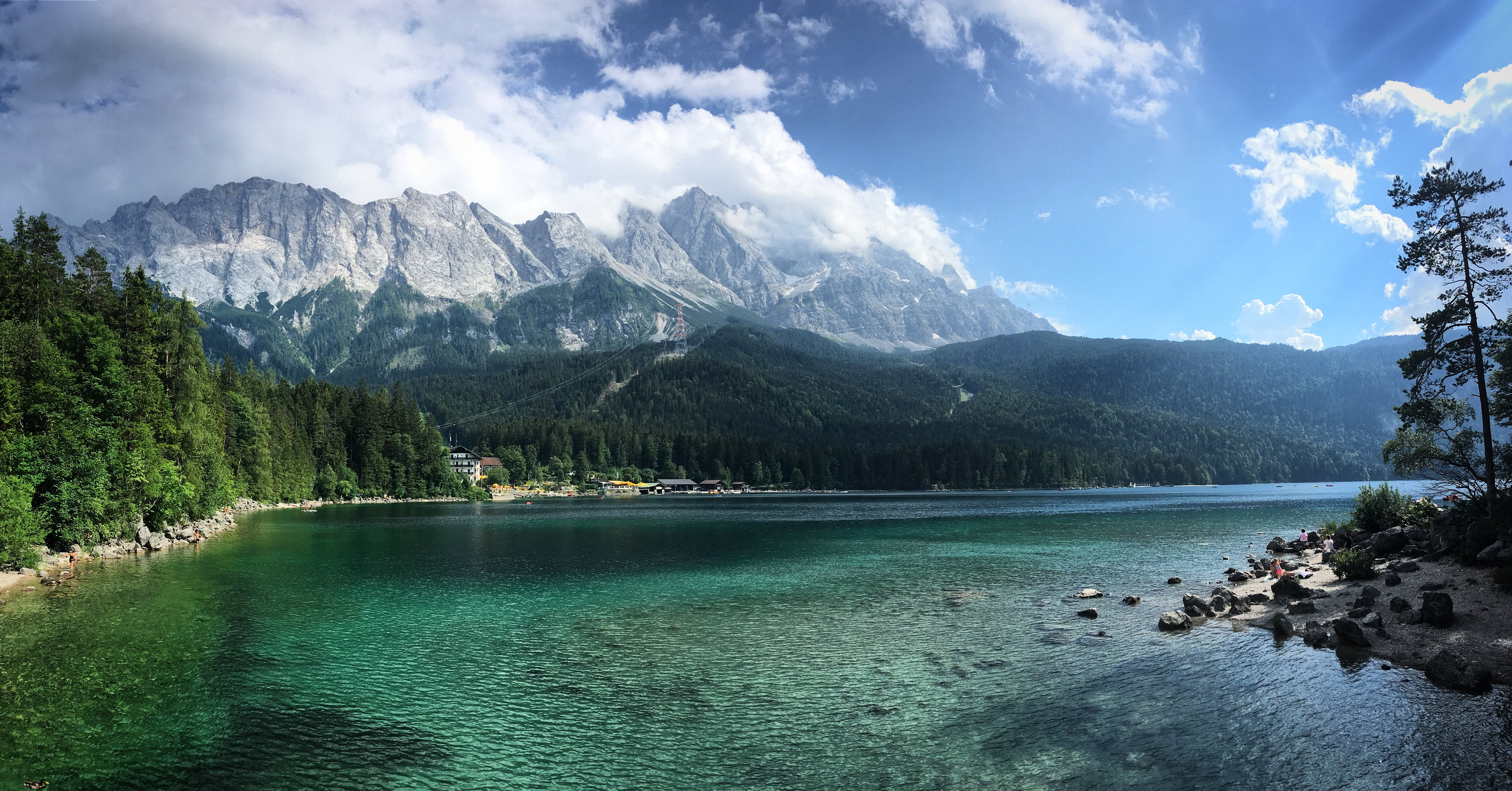
Die Zugspitze, der höchste Berg Deutschlands, vom Eibsee aus gesehen

Die Benennung einer Geländeform durch den Menschen als eigenständiger Berg ist subjektiv und nicht scharf von der Bezeichnung Gipfel abgegrenzt. Klar ist darum einzig, dass es mehr Gipfel als Berge gibt. Im Normalfall wird ein Berg einen Haupt- und mehrere Nebengipfel aufweisen, da nach Definition der Bergsteigervereinigungen schon ein Gegenanstieg von 30 Metern für einen Gipfel ausreicht.

## Etymologie
Das gemeingermanische Wort mittelhochdeutsch berc, althochdeutsch berg beruht auf indogermanisch bherḡos- ‚Berg‘ (Wurzelform: bhereḡh- ‚hoch, erhaben‘, eine Erweiterung von bher[ɘ]- ‚[sich] heben, [sich] regen‘ → gebären). Der Begriff ist Teil der Swadesh-Liste.

## Kriterien für die Eigenständigkeit
Mögliche Indizien dafür, ob ein Berg als eigenständig anzusehen ist oder als Nebengipfel eines benachbarten höheren Berges gilt, sind seine Dominanz und seine Schartenhöhe. Eine Aufstellung gängiger Kriterien findet sich unter Berggipfel.
Was bei einem Berg als „hoch“ angesehen wird, ist stets relativ zur umgebenden Landschaft. So würden die norddeutschen Dammer (115 bis 146 Meter) oder Hüttener Berge (92 bis 106 Meter) in der Schweiz nur als Hügel gelten, wofür man in Deutschland oder auch in Österreich die Grenze bei etwa 300 Meter ansetzt. Der Møllehøj als höchster Berg Dänemarks misst gerade einmal 170 Meter, und der Wilseder Berg überragt mit 169 m ü. NHN nicht nur die Lüneburger Heide, sondern sämtliche natürlichen Erhebungen im Umkreis von 100 Kilometern.

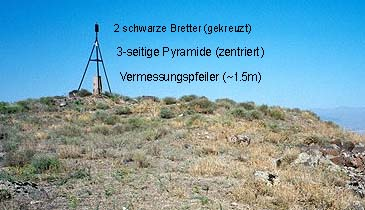
Auch manch kleiner Berg hat Vermessungspunkt und „Pyramide“

Die Schartenhöhe und die Dominanz einer Erhebung können als Kriterien herangezogen werden, um einen Gipfel als selbstständigen Berg zu klassifizieren. Im Hochgebirge gilt beispielsweise eine Schartenhöhe von 100 Metern und eine Dominanz von etwa ein bis drei Kilometer als Mindestmaß, um von einem eigenständigen Berg zu sprechen.

## Formen

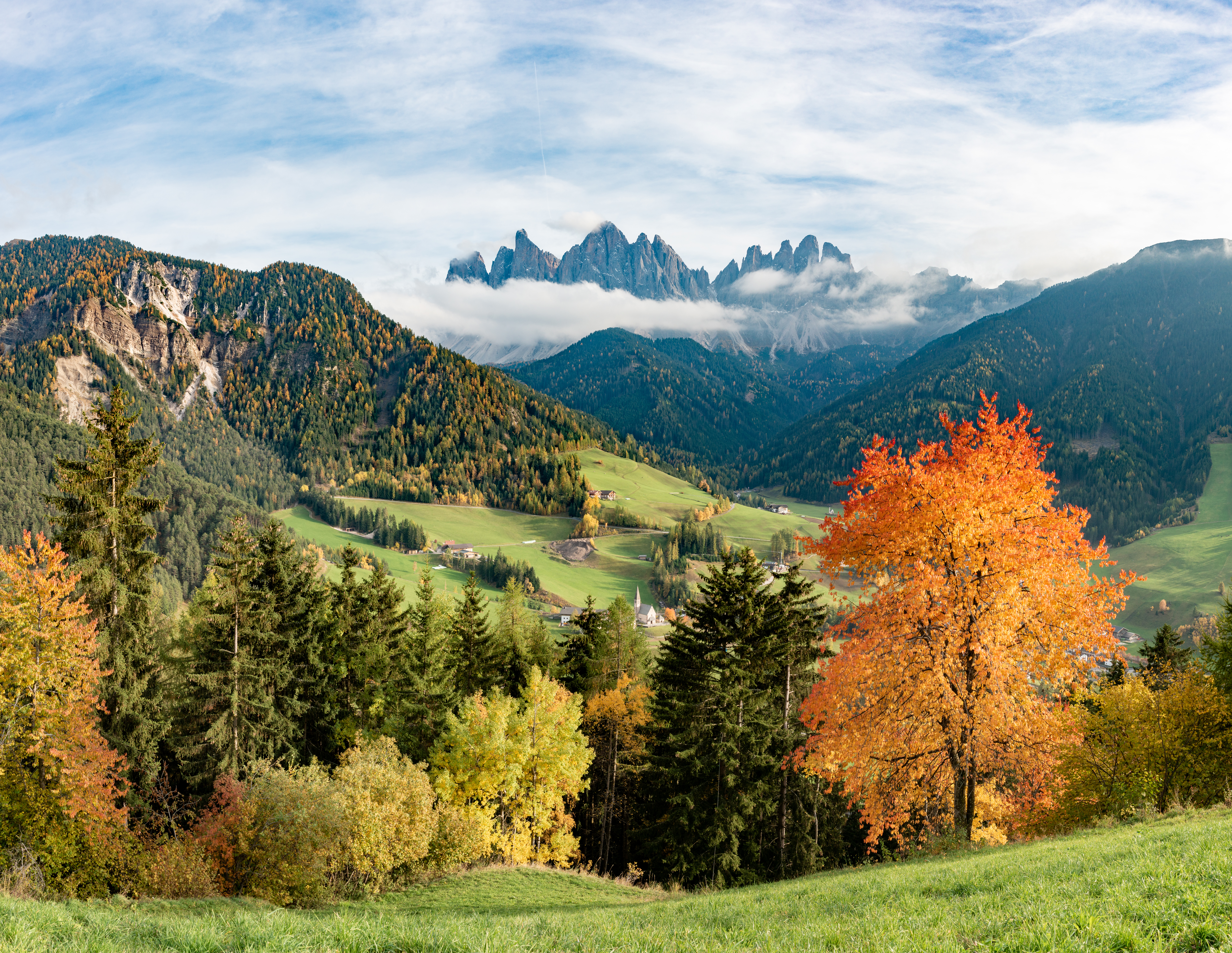
Die Dolomiten in Italien sind eine der bekanntesten Gebirgsgruppen Europas

Berge können als Bergkuppe abgerundet sein, oder als Bergspitze oder Horn pyramidenartig spitz und schroff. Bei einem Tafelberg oder Stuhl  kann die Höhe plateauartig flach sein. Der Berg kann als Bergrücken langgezogen sein, kann aber auch den Ausgangspunkt für mehrere abzweigende Bergrücken bilden. Berge können frei in der Landschaft stehen (wie beispielsweise Israels Berg Tabor), sind jedoch meist Teil eines Gebirges.

## Klima
Je nach Sonnen- und Windexposition sowie geografischer Breite herrschen an einem Berg unterschiedliche klimatische Verhältnisse, die wiederum die Vegetation beeinflussen. Die der Sonne zugewandten Hänge sind wärmer als die im Schatten liegenden. Je nach Höhe des Berges sind an seinen Flanken mehrere Höhenstufen mit verschiedenem Klima vertreten.

## Freizeitnutzung
Seit dem 19. Jahrhundert wurden Berge als „Sportgeräte“ für den Alpinismus entdeckt; im Laufe des 20. Jahrhunderts entstand parallel zum traditionellen Bergsteigen das Extremklettern bzw. Freiklettern. Auch andere Bergsportarten fanden zahlreiche Anhänger, etwa Skifahren, Snowboarden oder Skitouren.
Berge stehen für Beständigkeit und Unveränderlichkeit und finden in diesem Sinne in vielen Sprichwörtern Erwähnung: „Wenn der Berg nicht zum Propheten kommt, muss der Prophet zum Berge gehen“. Viele Menschen fühlen sich am Berg „dem Himmel näher“, und dieses Erlebnis ist Anregung zu Nachdenken oder Gebet. Als „Leiter zu Gott“ tragen daher viele niedrige bis mittelhohe Berge eine Kapelle oder Gedenkstätte. In den Hochgebirgen Europas und Amerikas tragen sie meist ein Gipfelkreuz.
Viele Berge sind wegen ihrer Rundsicht bekannt oder beliebt. Wenn diese durch Wald behindert ist, errichtet man eine Aussichtswarte. Häufig sind Vermessungspunkte oder besser trigonometrische Punkte nahe beim Gipfel unerlässlich.

## Entstehung von Bergen
Berge sind in der Regel eine Folge der Plattentektonik der Erde oder vulkanischen Ursprungs. Bewegen sich zwei Platten der Erdkruste gegeneinander, so wird an der „Knautschzone“ oft ein Gebirgszug aufgeschoben. Deren Berge zeichnen sich durch schroffe Gestalt und große Höhe aus. Herausragende Beispiele sind die Berge des Himalaya und der Anden, aber auch die der Alpen, des Balkangebirges oder des Zagros.
Mit zunehmendem geologischen Alter trägt die Erosion dazu bei, dass die Formen milder werden und die Gebirge niedriger. Beispiele dazu bieten die deutschen Mittelgebirge.
Neuere Forschungen deuten darauf hin, dass erstmals im Neoarchaikum die Voraussetzungen für das Entstehen von höheren Bergen gegeben waren. In den Zeitaltern davor war die kontinentale Lithosphäre aufgrund ihrer hohen Temperatur und zu geringen Dicke für topographische Erhöhungen von mehr als 2.500 Metern noch nicht ausreichend tragfähig.
Mancher Steilhang im Hochgebirge macht sichtbar, dass Stein durchaus verformbar ist: Es gibt Gebirgs-Falten im Ausmaß hunderter Meter und Schichten, die wie ein Stapel Papier verbogen sind. Fast jedes Gestein gibt nach, wenn die jährliche Bewegung nur einige Millimeter ausmacht. Auf raschere Kräfte reagiert es spröde – vergleichbar dem Siegellack – und bricht.
Oft bringt die Tektonik oder Erosion die verschiedenen Gesteinsarten, aus denen viele Berge bestehen, ans Tageslicht, was interessante geologische oder sogar paläontologische (in Form von Fossilien) Einsichten ermöglichen kann. Auch Erze und Bergwerke sind ein Zeichen dieser Vielfalt. Oft wurden im Laufe der Erdgeschichte an ältere Berge auch Sandsteinschichten oder Korallenriffe angelagert (Jura, Dachsteingebirge, Leithagebirge, Westerwald).
Im Bereich von Subduktionszonen, wo sich eine Platte der Erde unter eine andere schiebt, wird die untere aufgeschmolzen. Die heiße Schmelze ist leichter als ihre Umgebung und dringt nach oben. Dies ist eine Ursache des Vulkanismus, der ebenfalls für das Entstehen vieler Berge verantwortlich ist. Aktive und auch ehemalige feuerspeiende Berge nennt man Vulkane.
Eine in polnahen Gebieten vorkommende Gebirgsbildung ist die der Reliefumkehr: Eine Mulde wird von Gletschern mit Geröll aufgefüllt, wobei der Untergrund durch das Gewicht des Eises unter Druck steht. Ziehen sich die Gletscher zurück, entspannt sich der Untergrund, und die Geröllfüllung kann teilweise über die Höhe der Umgebung empor gehoben werden. So entstandene Erhebungen sind zum Beispiel am Münsterländer Kiessandzug zu beobachten. Häufiger ist hingegen zu beobachten, dass ältere Bergschichten durch ihre größere Härte stehen bleiben, während jüngere schneller verwittern.
Berge können auf der Erde kaum höher als neun Kilometer emporragen. Dies liegt daran, dass die Basis eines Bergs sich ab dieser Höhe aufgrund des enormen Lithostatischen Drucks verflüssigt und so die Maximalhöhe festgelegt wird.

## „Schwimmende“ Gebirge und Schwerkraft
„Junge“ Gebirge schwimmen quasi auf dem Erdmantel, weil die Dichte ihrer Gesteine (etwa 2,5 bis 3 g/cm³) geringer ist als im basaltähnlichen Untergrund (Dichte rund 3,3 g/cm³). Dadurch könnte man Bergregionen mit schwimmenden Eisbergen vergleichen, doch ist ihr „Schwimmgleichgewicht“ nur zu 90 bis 95 Prozent gegeben (Isostasie). Sie verdrängen beim Eintauchen dichtere Gesteine, wodurch Schwereanomalien entstehen. Diese Anomalien kann man mit Methoden der Geophysik und Geodäsie untersuchen und so das Erdinnere erforschen.
„Ältere“ Berg-Ketten sind dagegen schon mehr abgetragen und in der Folge etwas eingesunken, wodurch sie sich mit der Umgebung zu fast 100 Prozent im hydrostatischen Gleichgewicht befinden. Messungen des Erdschwerefeldes zeigen hier keinen größeren Effekt mehr.

## Filme
- Planet Erde. Bergwelten. (OT: Mountains) Großbritannien, Dokumentation, 45 Min., ein Film von Alastair Fothergill, Produktion: BBC, 2006, Inhaltsangabe (Memento vom 12. März 2007 im Internet Archive) der ARD

## Berge nach Höhe
- Höchster Berg – Superlative nach verschiedenen Definitionen und Nebenbedingungen
- Liste der höchsten Punkte nach Land
- Achttausender, Viertausender, Dreitausender, Zweitausender
- Seven Summits, die jeweils höchsten Berge der sieben Kontinente